# Mirl Buchner
Pour les articles homonymes, voir Buchner.
 (janvier 2019).
Si vous disposez d'ouvrages ou d'articles de référence ou si vous connaissez des sites web de qualité traitant du thème abordé ici, merci de compléter l'article en donnant les références utiles à sa vérifiabilité et en les liant à la section « Notes et références ».
Annemarie « Mirl » Buchner, née le 16 février 1924 et morte le 9 novembre 2014, est une skieuse alpine allemande originaire de Garmisch.
Elle fut médaillée olympique dans les 3 disciplines aux Jeux olympiques de 1952 à Oslo : argent en descente et bronze en géant et slalom.

## Palmarès

### Jeux olympiques d'hiver
| Épreuve / Édition         | Descente | Slalom géant | Slalom |
| JO 1952 Oslo              | Argent   | Bronze       | Bronze |
| JO 1956 Cortina d'Ampezzo | Abandon  | 27e          | 21e    |

### Championnats du monde
| Épreuve / Édition         | Descente | Slalom géant | Slalom | Combiné                          |
| JO 1952 Oslo              | Argent   | Bronze       | Bronze | Épreuve inexistante à cette date |
| Mondiaux 1954 Åre         | 14e      | 4e           | 17e    | 12e                              |
| JO 1956 Cortina d'Ampezzo | Abandon  | 27e          | 21e    | —                                |

## Arlberg-Kandahar
- Vainqueur du Kandahar 1954 à Garmisch
  - Vainqueur des descentes 1952 à Chamonix et 1954 à Garmisch
  - Vainqueur du slalom 1954 à Garmisch